# Тібо Влітінк
Тібо Влітінк (нід. Thibault Vlietinck, нар. 19 серпня 1997, Кнокке-Гейст) — бельгійський футболіст, півзахисник клубу «Ауд-Геверле».

## Клубна кар'єра
Тібо Влітінк народився в місті Кнокке-Гейст. Він є вихованцем футбольної школи клубу «Брюгге». В основній команді Влітінк дебютував 14 жовтня 2016 року, вийшовши на 89 хвилині матчу на заміну в матчі першості країни проти клубу «Шарлеруа».
У серпні 2020 року на умовах річної оренди перебрався до клубу «Ауд-Геверле», який після чотирирічної перерви повернувся до найвищого бельгійського дивізіону. З 2022 року грає за «Ауд-Геверле» на правах постійного контракту.

## Виступи за збірні
З 2012 року Тібо Влітінк розпочав виступи в юнацькій збірній Бельгії віком до 15 років. 2013 року дебютував у складі юнацької збірної Бельгії (U-17), пізніше грав у юнацьких збірних старших вікових категорій, у 2015—2016 році грав у бельгійській юнацькій збірній віком до 19 років. Загалом на юнацькому рівні взяв участь у 29 іграх, у яких відзначився 6 забитими м'ячами.

## Титули і досягнення
- Чемпіон Бельгії (2):

«Брюгге»: 2017-18, 2019–20
- Володар Суперкубка Бельгії (1):

«Брюгге»: 2018